# Włośnianka krzepka
Artykuł ten został zgłoszony do umieszczenia na stronie głównej w rubryce „Czy wiesz”.
Pomóż nam go sprawdzić: oceń zgłoszoną nominację.
Włośnianka krzepka (Hebeloma firmum (Pers.) Gillet) – gatunek grzybów należący do rodziny pierścieniakowatych (Strophariaceae).

## Systematyka i nazewnictwo
Pozycja w klasyfikacji według Index Fungorum: Hebeloma, Strophariaceae, Agaricales, Agaricomycetidae, Agaricomycetes, Agaricomycotina, Basidiomycota, Fungi.
Po raz pierwszy opisał go w 1798 r. Christiaan Hendrik Persoon, nadając mu nazwę Agaricus firmus. W 1876 r. Claude-Casimir Gillet przeniósł go do rodzaju Hebeloma. Według Index Fungorum jest to gatunek o niepewnym statusie.
Polską nazwę nadał Stanisław Domański w 1955 r.

## Morfologia
Opis gatunku podany przez. Ch.H. Persoona: kapelusz regularnie wypukły, czerwonobrązowy; blaszki wolne w tym samym kolorze; trzon długi, pełny, sztywny, białobrązowy, rozszerzony u góry i u podstawy, pełny. Miejsce występowania: w lesie, często na trawiastych terenach. Opis uzupełniony jest rysunkiem.
Komentarz: gatunek na rysunku Persoona może z powodzeniem reprezentować gatunek Gymnopus (Pers.) Roussel; mało prawdopodobne jest, aby był to Hebeloma.

## Występowanie i siedlisko
W Polsce jedyne stanowisko podał S. Domański w 1955 r. w Wielkopolskim Parku Narodowym, do 2025 r. nie podano nowych stanowisk.
Naziemny grzyb mykoryzowy występujący w sosnowych lasach.